# GMTF
Le GMTF (Geschützte Mannschaftstransportfahrzeuge / Véhicule protégé de transport de personnes) est un véhicule de transport de troupes conçu par le constructeur suisse Mowag sur la base du Mowag Duro IIIP 6x6.

## Conception
Dans le cadre de son développement 2008/2011, l'Armée suisse décida de se doter d'un nouveau véhicule de transport de troupes qui compléterait son potentiel de transport de la troupe avec le char de grenadier 93 et le char de grenadier 2000 déjà en service.
Le GMTF est doté d'une protection balistique pouvant résister à des tirs de 7,62 mm et à l’explosion d'une mine antichar ou d'un IED (Engin explosif improvisé).
Son équipage se compose de 11 personnes : 1 commandant, 1 pilote, 1 tireur et 8 fantassins.

### Spécifications
- Poids total : 13,5 t
- Charge utile :  2,5 t
- Longueur : 7,02 m
- Hauteur : 2,47 m
- Hauteur avec l'armement : 3,47
- Largeur: 2,17 m
- Largeur avec les rétroviseurs: 2,54 m
- Vitesse maximale : 100 km/h
- Équipage : 3+8 (commandant, pilote, tireur, 8 soldats)
- Réservoir : 180 l
- Moteur : Diesel, 6 cylindres, Cummins Typ ISB 6,7 CM2150 SN
- Norme en matière de gaz d’échappement : EURO V
- Protection balistique : Niveau 3
- Protection contre les mines : 
  - Sous les roues : Niveau 2a
  - Sous la carcasse du véhicule : Niveau 1
- Niveaux de protection selon STANAG 4569[1]

## Armement
L'armement du GMTF se compose d'une mitrailleuse lourde Browning M2 de 12,7 mm portée par une tourelle téléopérée M153 Protector, complétée de huit pots lance-fumigènes (nébulogènes).

## Acquisitions par l'Armée suisse
420 GMTF ont été acquis. La première tranche de 220 véhicules, dont quatre en version ambulance, a été acquise avec le programme d'armement 2008, puis 70 véhicules avec le programme d'armement 2010 et 130 véhicules avec le programme d'armement 2013.
Une version est disponible pour traiter les risques NRBC avec le Véhicule de détection (ABC) protégé.

## Galerie d'images

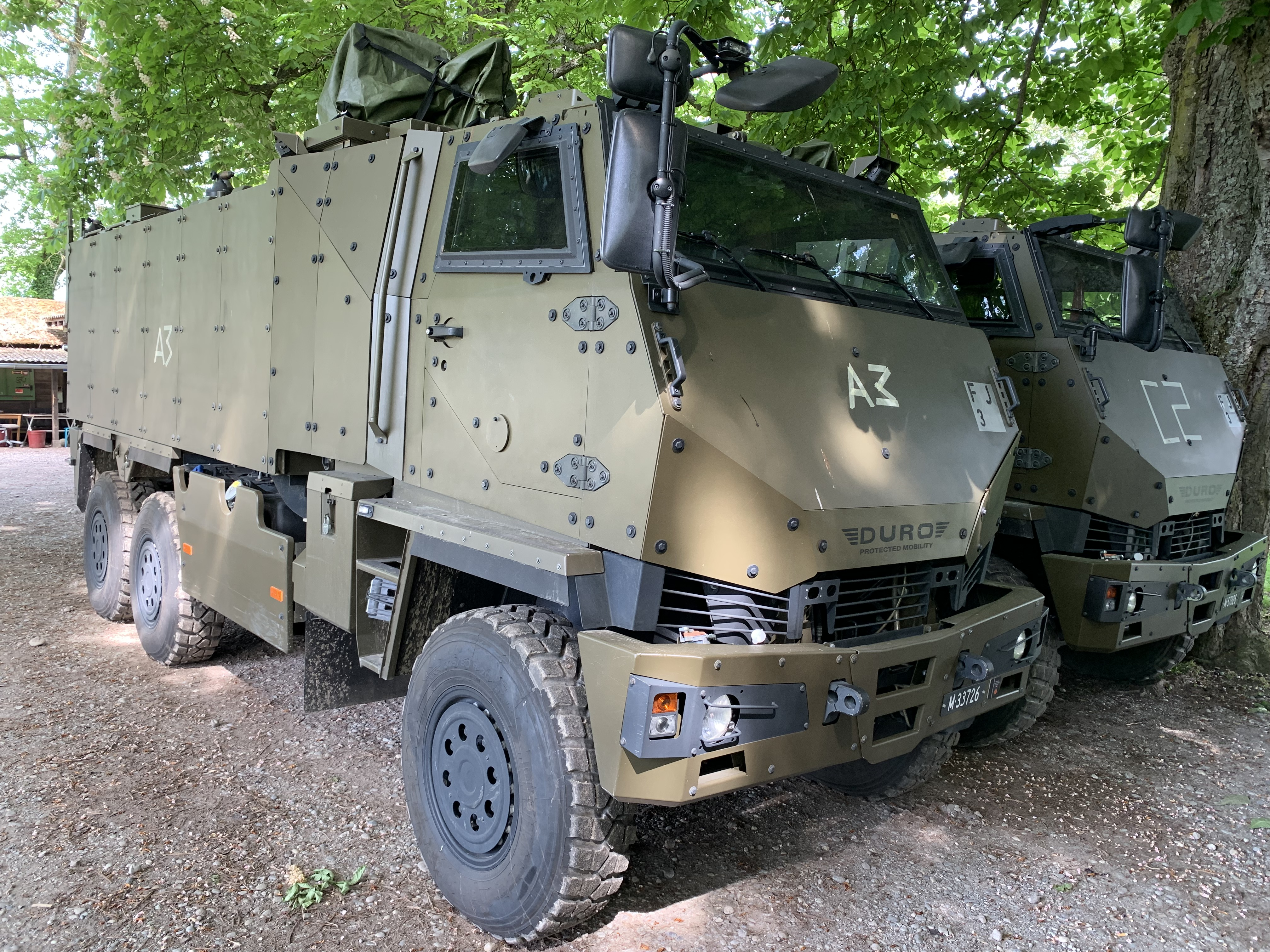
Deux GMTF sur un parking lors de l'exercice LUX 23
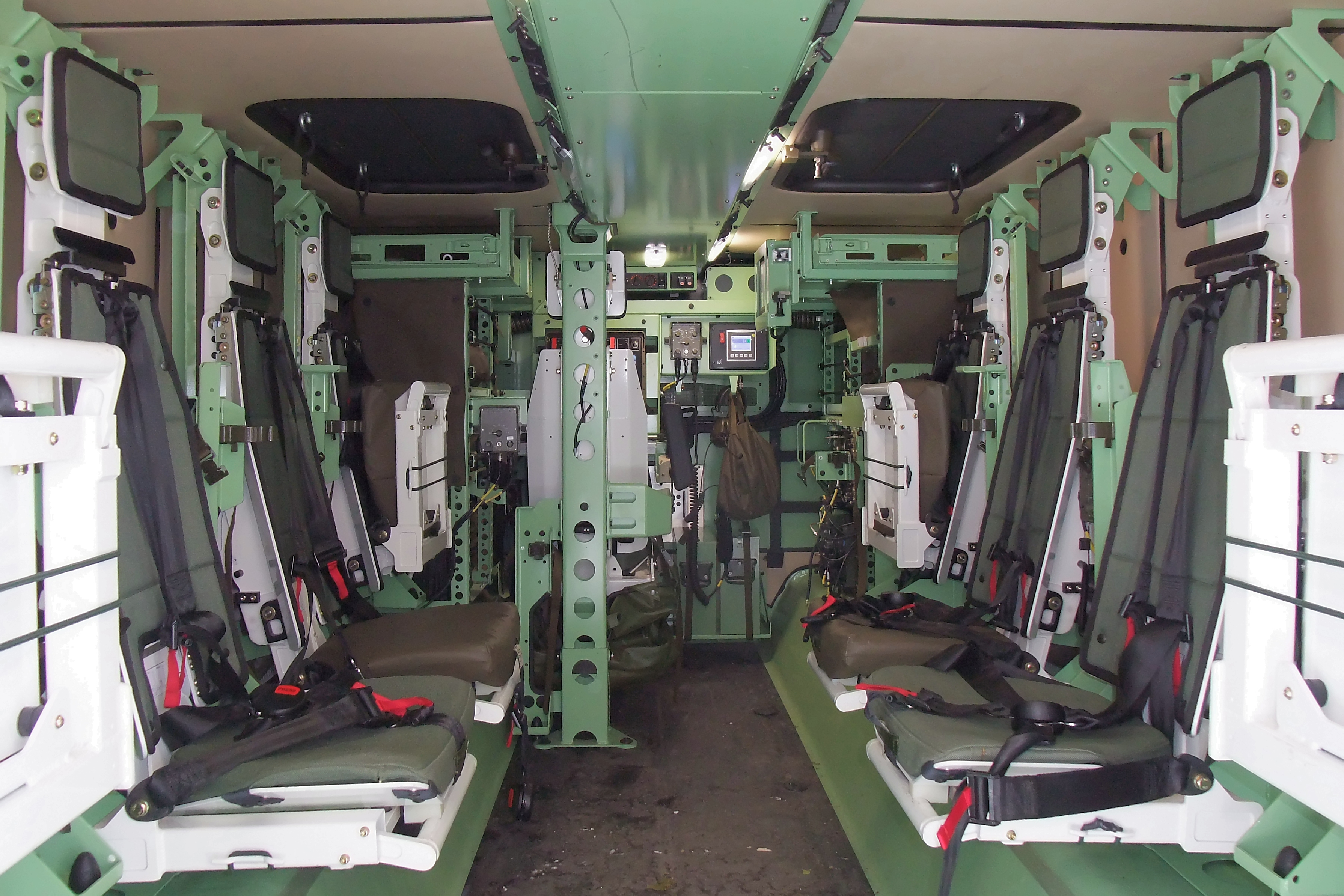
Intérieur d'un GMTF
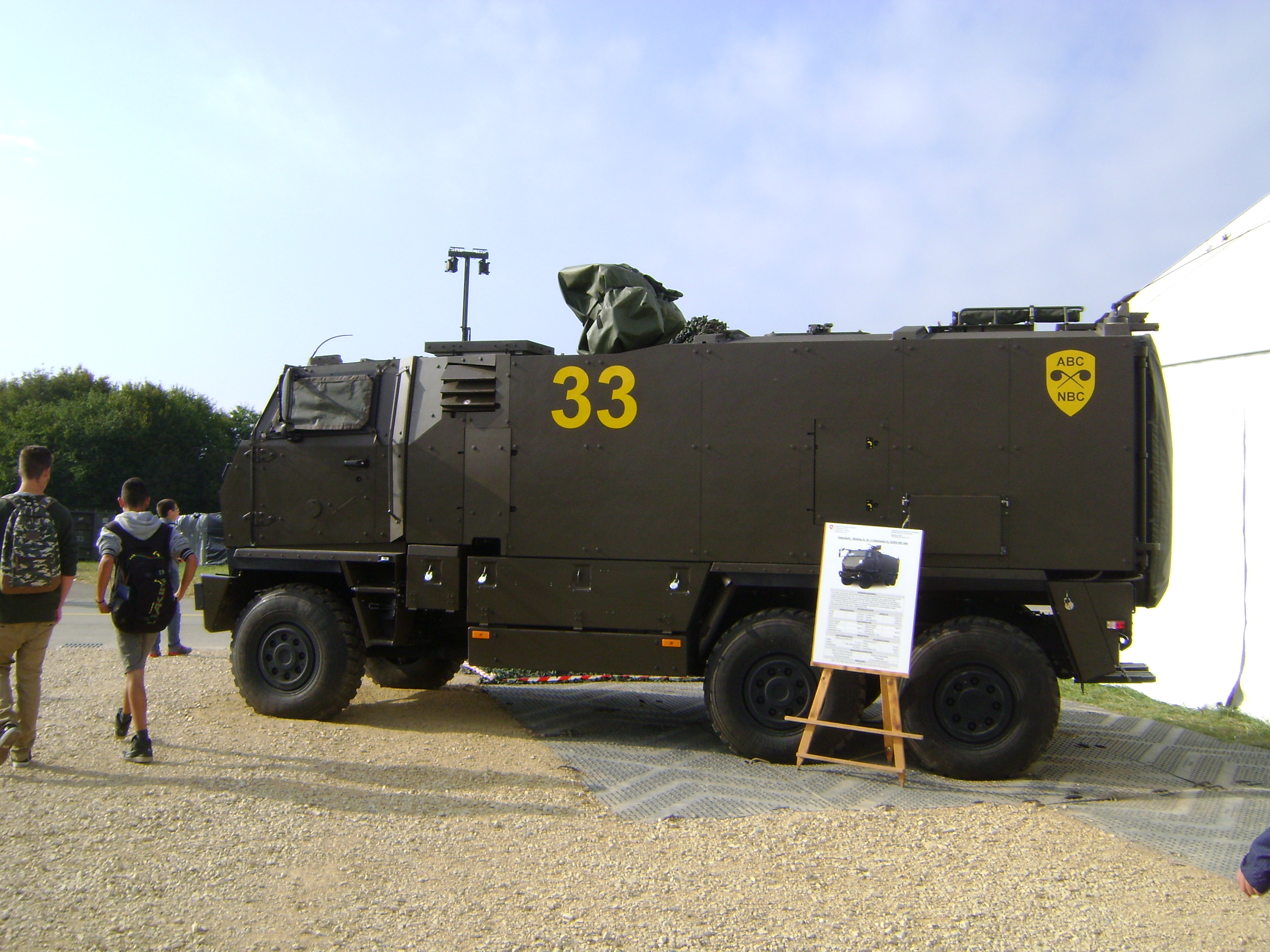
Véhicule de détection, identification et prélèvement pour les risques NRBC
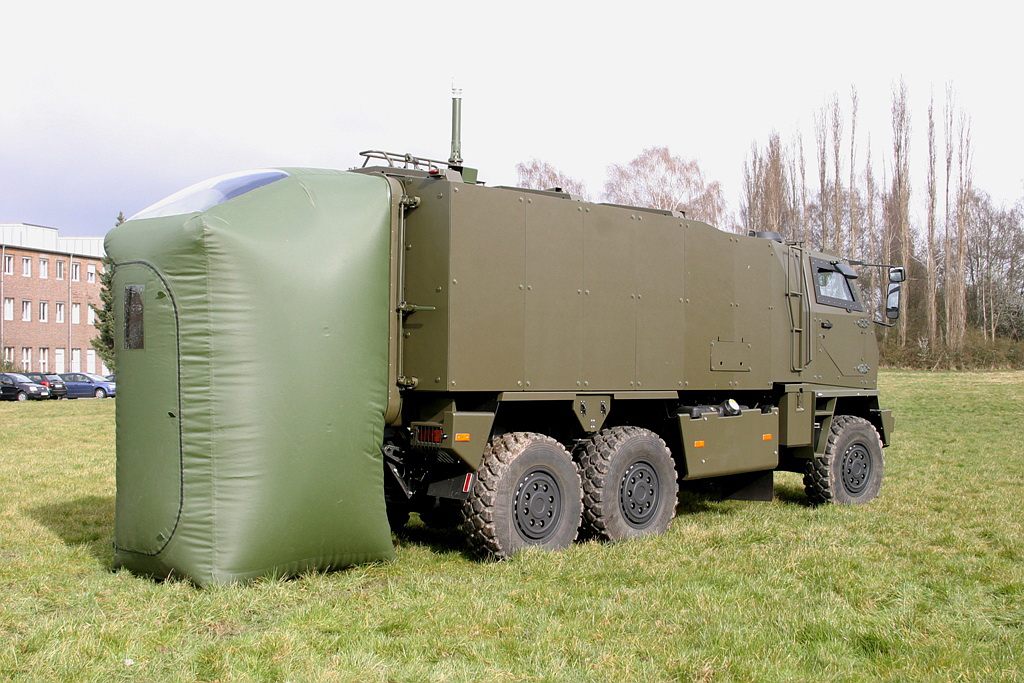
Avec sas de décontamination

### Véhicules similaires
- URO VAMTAC SK
- Véhicule blindé multi-rôles